# Osowiec-Twierdza

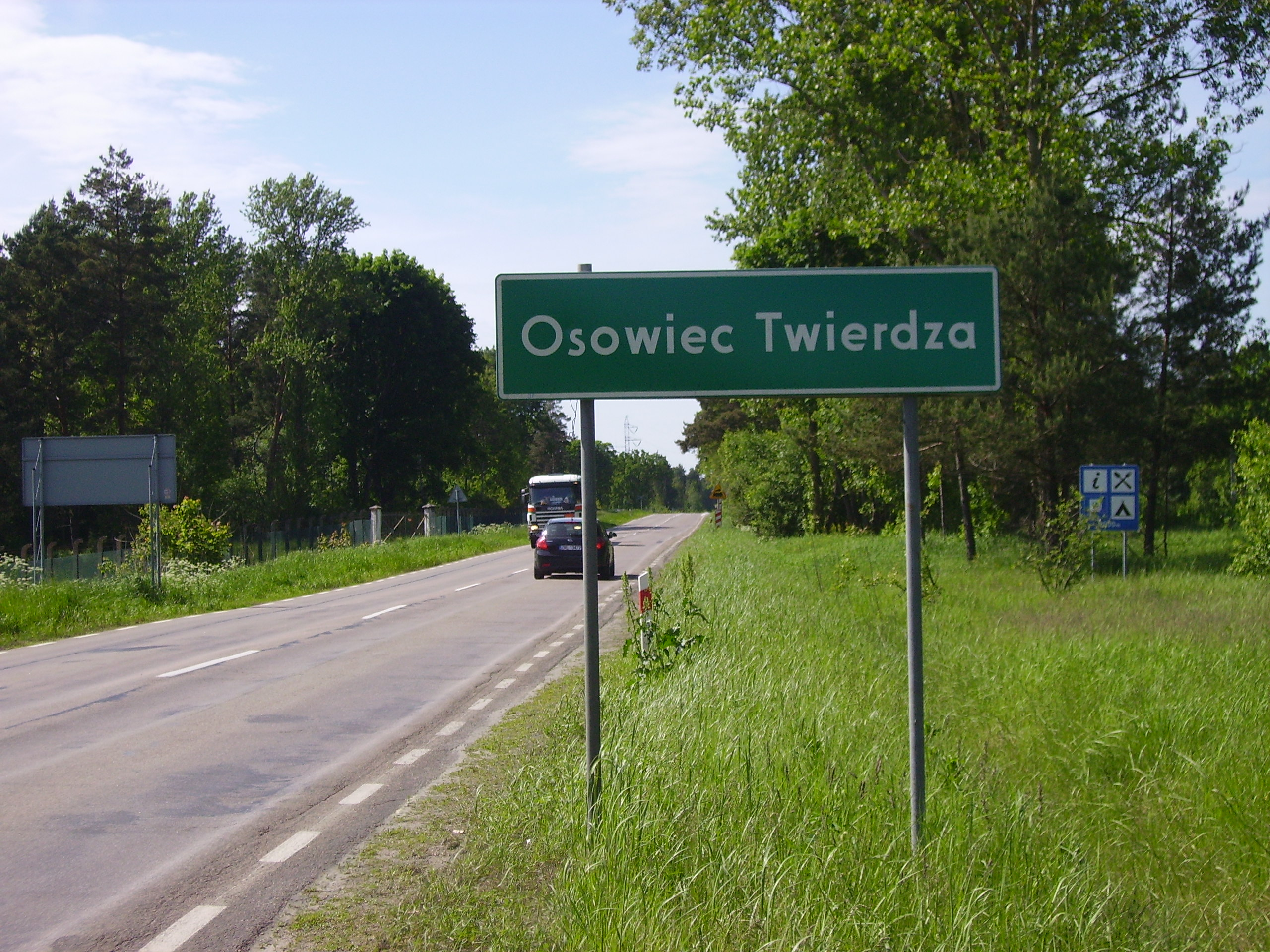
Urzędowy błąd w nazwie – brak dywizu

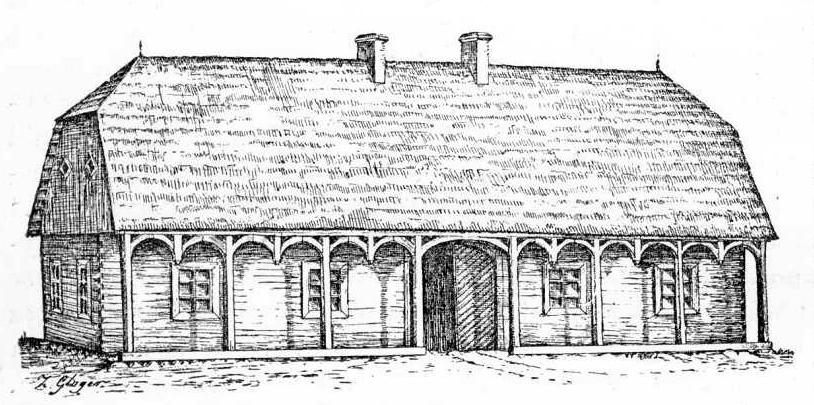
Gospoda w Osowcu z XVIII w. (ilustracja z Encyklopedii staropolskiej Z. Glogera)

Osowiec-Twierdza (ros. Осовец-Крепость) – osada w Polsce położona w województwie podlaskim, w powiecie monieckim, w gminie Goniądz. Leży nad rzeką Biebrzą.
W latach 1743–1827 Osowiec (jako Marcinpol) posiadał prawa miejskie. Na terenie miejscowości ma siedzibę Biebrzański Park Narodowy oraz znajduje się rosyjska twierdza z XIX wieku.

W latach 1975–1998 miejscowość należała administracyjnie do województwa łomżyńskiego.
Wierni kościoła rzymskokatolickiego należą do parafii Matki Boskiej Anielskiej w Downarach.

## Położenie
Osada Osowiec-Twierdza znajduje się około 5 km od Goniądza, 12 km od Moniek i około 42 km od Białegostoku. Leży na terenie Niziny Podlaskiej w Kotlinie Biebrzańskiej w zwężeniu położonych wokół mokradeł w zakolu na lewym brzegu rzeki Biebrzy. Nadrzeczne rozlewiska, rozległe bagna i torfowiska, które tworzą Biebrzański Park Narodowy, którego siedziba dyrekcji mieści się w Osowcu-Twierdzy. Teren miejscowości wchodzi w skład obszaru chronionego rezerwatu.

## Historia

### Nazwa osady
Nazwę Osowiec etymologicznie można określić jako miejsce odludne, opuszczone, osowiałe (smutne, posępne) położone na terenach lasu osowego (osikowego), gdzie na tym terenie dominował ten gatunek drzew. Konotacja nazwy znajduje swoje odzwierciedlenie również w położonej nieopodal (ok. 6 km) wsi Osowiec leżącej na prawym brzegu rzeki Biebrzy. Od 1998 roku osada nosi nazwę Osowiec-Twierdza, przywrócona bowiem została historyczna nazwa miejscowości z okresu międzywojennego.

### Wydarzenia w historii Osowca-Twierdzy
W okolicach Osowca osadnictwo istniało już w czasach prehistorycznych, co potwierdzają wykopaliska prowadzone na tych terenach. Tereny te należały do Polekszan, jednego z plemion jaćwieskich, zamieszkujących prawobrzeżne okolice rzeki Biebrzy oraz obszar lasów i bagien leżący wokół rzeki Ełk. Możliwe jest, że od nazwy tego plemienia wywodzi się etymologicznie nazwa regionu Podlasie. Jako wieś Okrasa osada w tym miejscu istniała już przed rokiem 1444. W późniejszym okresie swój rozwój zawdzięcza podkanclerzowi litewskiemu Stanisławowi Szczuce, który wybudował most na rzece Biebrzy oraz uruchomił komorę celną. W 1743 roku Osowiec jako Marcinpol został miastem, gdzie były odnotowane dwie karczmy – według Z. Glogera były to gospody. Prawa miejskie stracił w 1827 roku.
Podczas insurekcji kościuszkowskiej pod Osowcem i Klimaszewnicą 24 czerwca 1794 r. oddziały powstańcze stoczyły zwycięską bitwę z wojskami pruskimi. W latach 80. XIX wieku zbudowano linię kolejową Białystok – Ełk – Królewiec przebiegającą przez Osowiec i jego pobliżu przekraczającą dolinę rzeki Biebrzy. W okresie 1882–1892 w Osowcu wybudowana została jedna z największych twierdz chroniących północno-zachodnie granice Imperium Rosyjskiego. Dalsze prace fortyfikacyjne i modernizacyjne prowadzone były aż do wybuchu I wojny światowej.
Po wybuchu I wojny światowej, od 29 stycznia do 6 sierpnia 1915 r. wojska niemieckie 8 Armii prowadziły bezskuteczne walki o przełamanie pasa obronnego, którego broniła twierdza Osowiec, wspomagana przez stacjonujące w Downarach-Plac oraz w Hornostajach wojska podległe 16 Dywizji Piechoty w Białymstoku. W czasie walk poległo około 2 tysięcy żołnierzy rosyjskich, w większości poległych w ataku, w którym wojska niemieckie użyły gazów bojowych (chloru). Ostatecznie ze względu na niekorzystną strategiczną sytuację na froncie – przełamanie przez Niemców pasa umocnień Lipsk – Augustów po bitwie nad Jeziorami Mazurskimi – wojska rosyjskie opuściły niezdobytą przez Niemców twierdzę pod koniec sierpnia 1915 r. Po wycofaniu się sił rosyjskich od sierpnia 1915 r. do lutego 1919 r. twierdza Osowiec zajęta była przez wojska niemieckie. W dniu 23 lutego 1919 r. twierdzę Osowiec zajęła półkompania wojsk polskich dowodzona przez ppor. Zdrojewskiego. W 1920 roku podczas wojny polsko - bolszewickiej zajmująca twierdzę brygada pod dowództwem płk. Andrzeja Kopy opuściła twierdzę bez walki co spowodowało upadek Białegostoku.
W okresie międzywojennym w twierdzy Osowiec kwaterowały różne formacje wojsk polskich. Między innymi na terenie ścisłym kompleksu Fortu nr 3 (Szwedzkiego) stacjonował 42 Pułk Piechoty, znajdowały się koszary 9 Pułku Strzelców Konnych oraz mieścił się tu batalion szkolny Korpusu Ochrony Pogranicza (KOP), od 1930 r. przemianowany na Centralną Szkołę Podoficerów KOP.
We wrześniu 1939 r. nie doszło do walk w rejonie Osowca. Niemcy pamiętając skuteczną obronę twierdzy przez Rosjan w poprzedniej wojnie w innym miejscu postanowili przełamać polską obronę północnego Mazowsza i Podlasia. Główne uderzenie nacierającej z Prus armii niemieckiej skierowane zostało w rejon Wizny i tam po trzech dniach walk przełamana została polska obrona. Wojska polskie opuściły twierdzę Osowiec 13 września 1939 r., która na krótki czas została zajęta przez wojska niemieckie. 
W dniu 25 września 1939 r. wojska niemieckie przekazały tereny Osowca, w tym i twierdzę Armii Czerwonej, zgodnie z postanowieniami paktu Ribbentrop-Mołotow.
Po ataku III Rzeszy na ZSRR który miał miejsce 22 czerwca 1941 roku wojska niemieckie zajęły Twierdzę Osowiec już 27 czerwca 1941 roku i pozostała ona w ich rękach ponad trzy lata. W tym czasie przygotowali ją do obrony przed spodziewanym atakiem Armii Czerwonej, która w rejon Osowca dotarła latem 1944 roku. Do pierwszych walk niemiecko-radzieckich doszło na podejściach Twierdzy, gdzie piechota radziecka ze względu na bagnisty teren zmuszona była atakować bez wsparcia czołgów. Po dotarciu do Twierdzy grupy szturmowe po nocnych walkach wdarły się do jej wnętrza, łamiąc opór Niemców. Twierdzę Osowiec zdobyły w godzinach rannych 14 sierpnia 1944 roku wojska 49 Armii dowodzone przez gen.Iwana Griszyna. Stabilizacja linii frontu na rzece Biebrzy spowodowała, że w rękach niemieckich pozostał tylko fort II (Zarzeczny), położony na prawym brzegu rzeki. 
W styczniu 1945 r. wojska niemieckie wycofały się z ostatniego fortu twierdzy (fortu II) co było konsekwencją ofensywy przeprowadzonej przez Armię Czerwoną.
Od 1953 r. przywrócono i rozlokowano jednostkę wojskową – Składnicę Wojsk Lotniczych przeniesioną z Torunia (Centralna Składnica Amunicji Wojsk Lotniczych). Obecnie na terenie twierdzy Osowiec znajduje się Składnica Amunicji 11 Rejonowej Bazy Materiałowej (RBM).

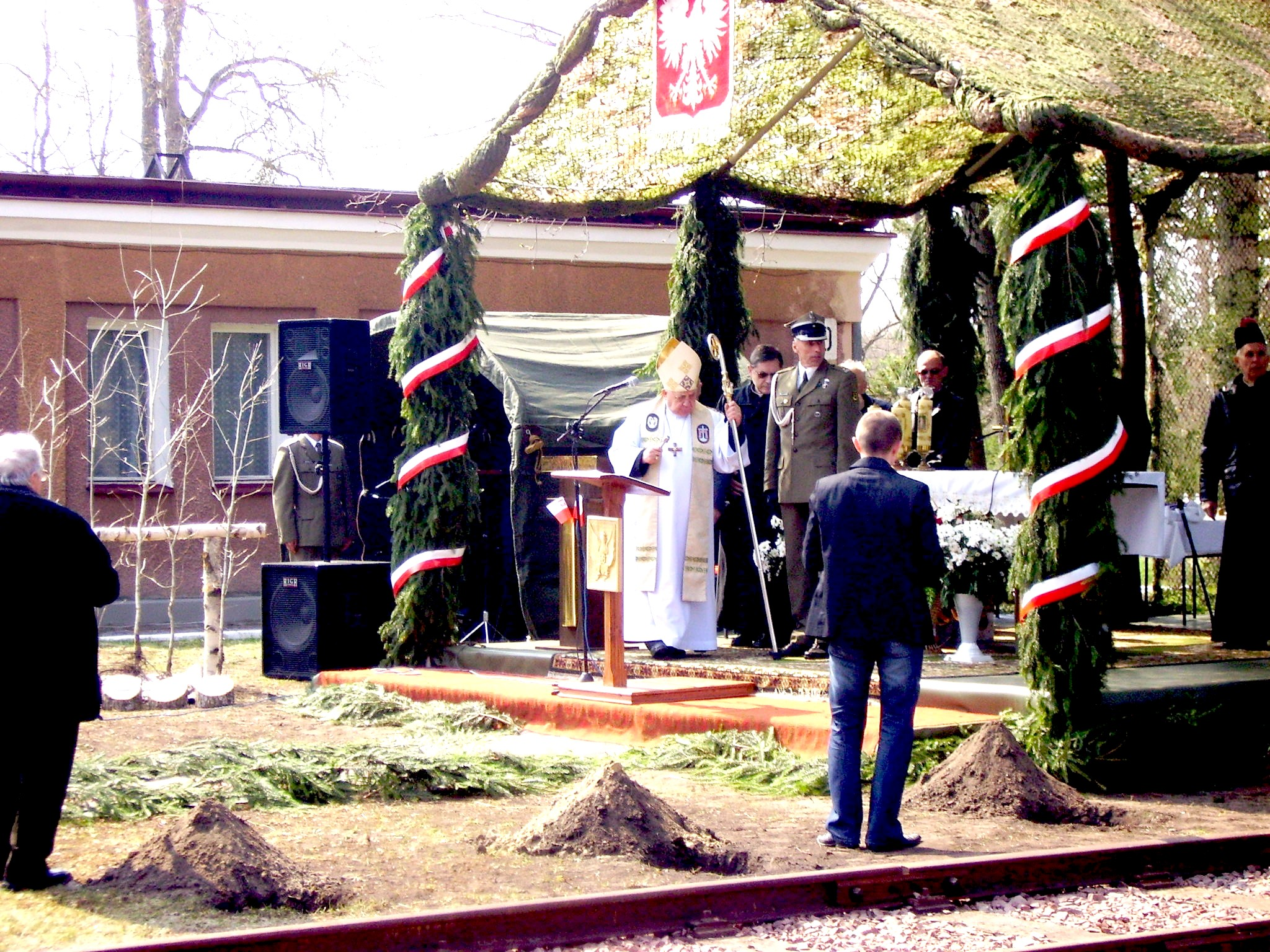
Fort I. Uroczystość odsłonięcia Pomnika

W roku 2010 z inicjatywy dowódcy garnizonu Osowiec oraz żołnierzy i pracowników Składnicy Amunicji 11 Rejonowej Bazy Materiałowej, przy współudziale Osowieckiego Towarzystwa Fortyfikacyjnego oraz burmistrza Goniądza podjęto decyzję o upamiętnieniu 70 rocznicy zbrodni stalinowskiej dokonanej na polskich żołnierzach i urzędnikach państwowych – zamordowanych przez państwo sowieckie i pochowanych w zbiorowych mogiłach w Katyniu pod Smoleńskiem, w Miednoje koło Tweru i w Piatichatkach na przedmieściu Charkowa. Wśród pomordowanych byli m.in. oficerowie i podoficerowie Korpusu Ochrony Pogranicza (zgrupowani byli w obozie w Ostaszkowie). 16 kwietnia 2010 r. uroczyście odsłonięty został pomnik upamiętniający śmierć 10 oficerów, którzy byli związani z Centralną Szkołą Podoficerów Korpusu Ochrony Pogranicza lub stacjonującymi w Twierdzy Osowiec w chwili wybuchu II wojny światowej: 135 Rezerwowym Pułkiem Piechoty i Batalionem KOP „Osowiec”. Pomnik tworzy jedną całość kompozycyjną łączącą monument z posadzonymi Dębami Pamięci, upamiętniającymi 10 zamordowanych oficerów. Uroczystą polową mszę św. koncelebrował ks. abp senior archidiecezji białostockiej Stanisław Szymecki w asyście ks. prał. ppłk Jana Wołyńca z Olsztyna oraz ks. kan. ppłk Jana Szklanko kapelana, proboszcza parafii Matki Boskiej Anielskiej w Downarach, do której należy miejscowość Osowiec-Twierdza;
Życie gospodarcze i byt mieszkańców osady Osowiec-Twierdza w znacznym stopniu związany był z wojskowością i kolejnictwem, a obecnie także z Biebrzańskim Parkiem Narodowym.

## Zabytki architektury twierdzy Osowiec

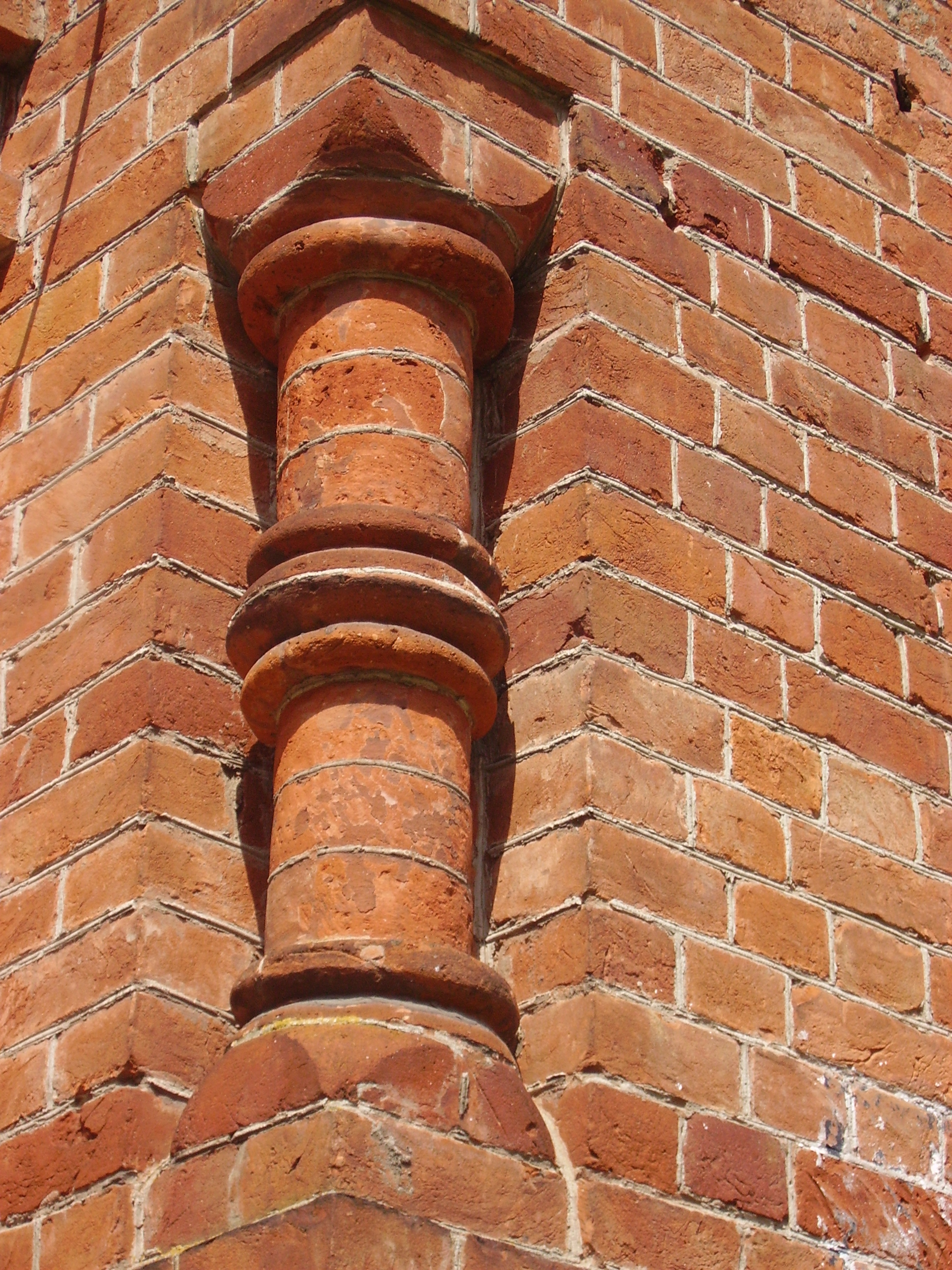
Twierdza Osowiec. Fort nr I – ozdobne wykończenia murów

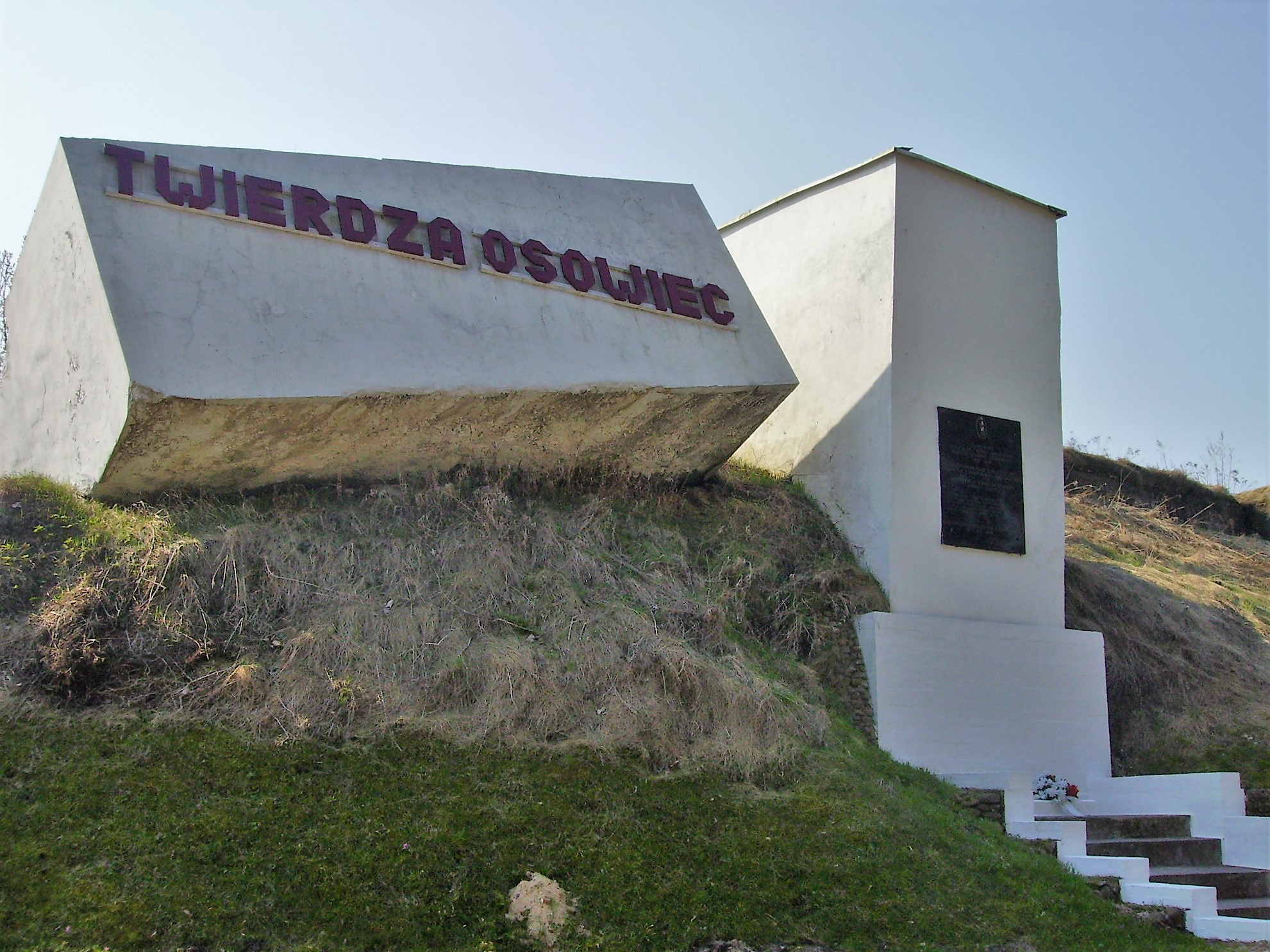
Fort nr I (Centralny). Monument

Korzystne naturalne usytuowanie terenu wokół Osowca – rozliczne rozlewiska, trzęsawiska i bagna rzeki Biebrzy skłoniły dowództwo wojsk carskich do rozpoczęcia budowy w latach 1882–1890 kompleksu obiektów o charakterze obronno-zaporowym. Powodem podjęcia decyzji o budowie umocnień w rejonie Osowca była potrzeba obrony północno-zachodnich granic Imperium Rosyjskiego przed atakiem z terenu Prus Wschodnich. Jednocześnie zlokalizowanie twierdzy w tym miejscu pozwalało na kontrolowanie linii kolejowej biegnącej z Ełku do Białegostoku.
Prace fortyfikacyjne rozpoczęto według projektu i pod nadzorem gen. inż. Rościsława W. Krassowskiego od budowy zasieków i fortów. Zbudowano obiekt nr I (Centralny), II (Zarzeczny) i III (Szwedzki). Fort Centralny (nr I) pomimo militarnego przeznaczenia miał obiekty wykończone w sposób dekoracyjny, między innymi dzięki zastosowaniu oprócz standardowych również cegieł o odmiennych kształtach. Cegły pochodziły z carskich cegielni z Hornostaj i z Knyszyna. Na terenie twierdzy ulokowane były koszary dla wojska, budynki mieszkalne dla kadry oficerskiej i ich rodzin, a także cerkiew i cmentarz wojskowy. W pobliskich Downarach znajdowało się kasyno. W 1891 r. nastąpiła dalsza rozbudowa Twierdzy Osowiec. Powstał fort nr IV (Nowy), wybudowany pod kierunkiem sztabskapitana inż. Nestora Bujnickiego, inżyniera, który w latach 1908–1912 fortyfikował Twierdzę Modlin.
I wojna światowa – walki o przełamanie pasa umocnień wokół Osowca wojska niemieckie prowadziły bezskutecznie od 29 stycznia 1915 r. Twierdzy bronił między innymi 61 Włodzimierski Pułk Piechoty, 226 Zemlański Pułk Piechoty, które wchodziły w skład 16 Dywizji Piechoty stacjonującej w Białymstoku. Ostatni nieudany atak wojsk niemieckich na twierdzę Osowiec miał miejsce 6 sierpnia 1915 r. Ze względu na niekorzystną dla Rosjan sytuację strategiczną na froncie, wojska carskie opuściły ostatecznie twierdzę pod koniec sierpnia 1915 r. Działania wojenne – obrona Osowca jest porównywana do bitwy pod Verdun, która miała miejsce w roku 1916 we Francji.
Zniszczenia po I wojnie światowej zostały przez wojsko polskie usunięte, a także dokonano dalszych modernizacji w zakresie budowy schronów żelbetowych z przelotniami oraz zapór przeciwczołgowych.
Twierdza Osowiec ma miano obiektu militarnego nie zdobytego w czasie walk.

## Muzeum i turystyka

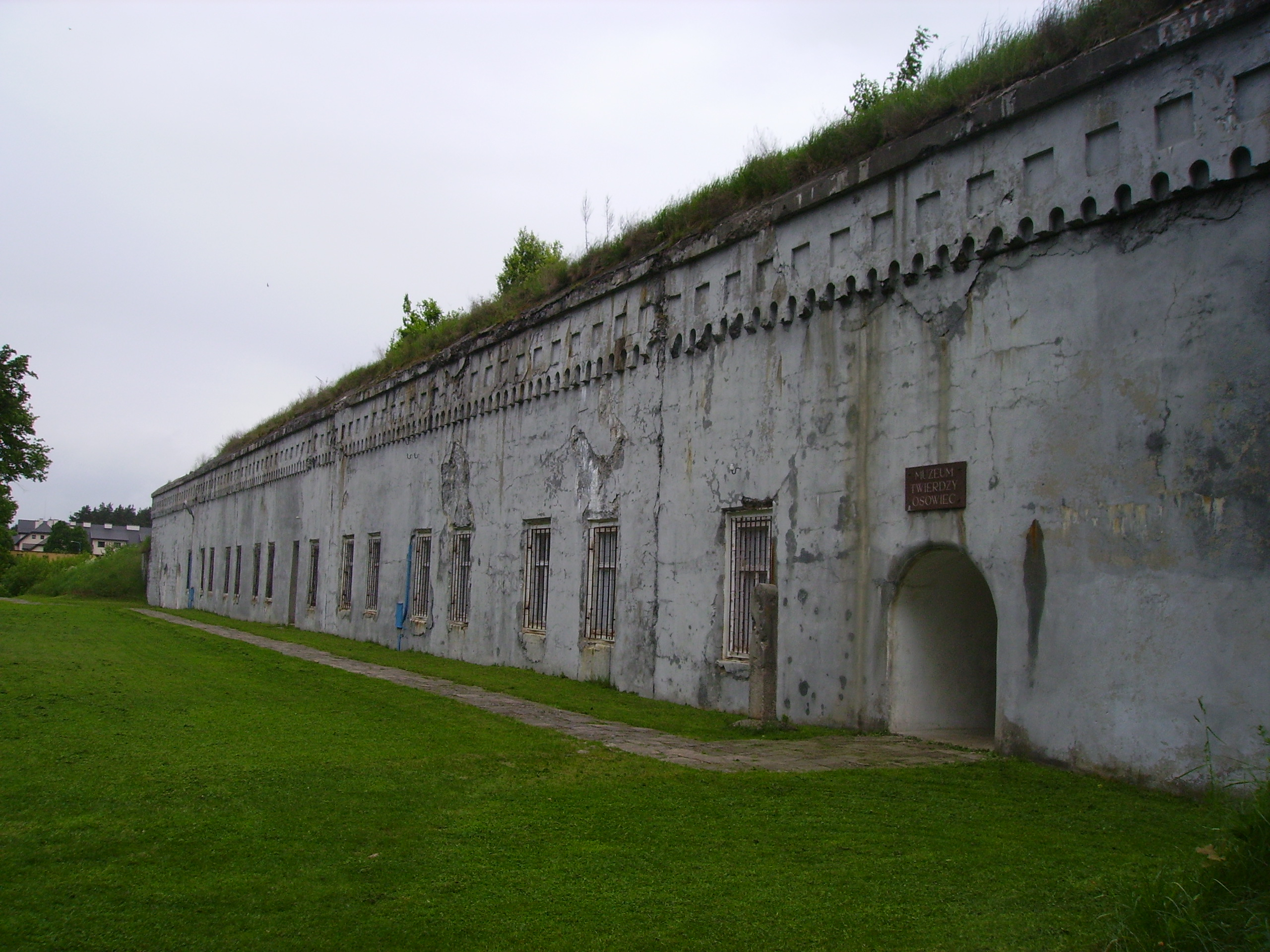
Budynek Muzeum Twierdzy Osowiec

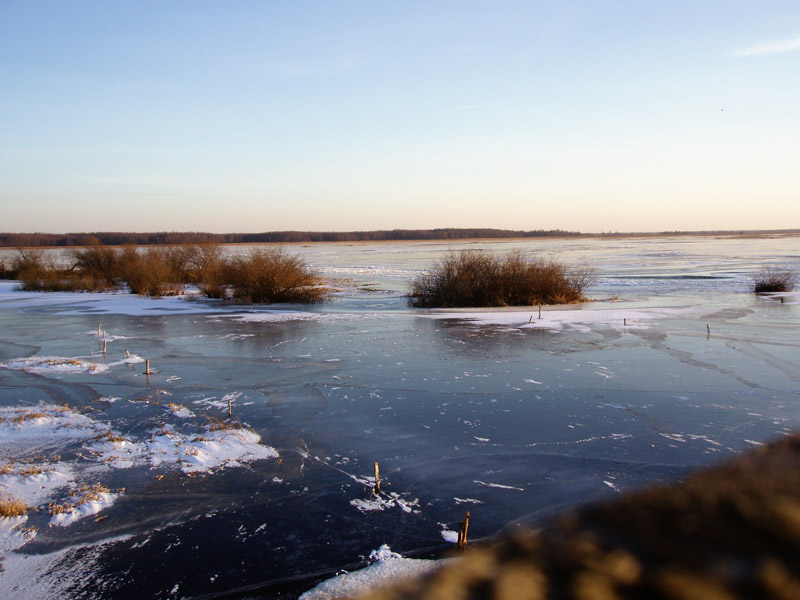
Wiosenne rozlewiska rzeki Biebrzy w okolicy Osowca-Twierdzy

Obecnie forty I (Centralny) i III (Szwedzki) są własnością wojska. Forty II (Zarzeczny) i IV (Nowy) są niedostępne ze względu na zły stan techniczny (zniszczenia wojenne i późniejsza dewastacja). Fort I jest częściowo udostępniony turystom – możliwe jest jego zwiedzanie z przewodnikiem.
Dzięki staraniom Osowieckiego Towarzystwa Fortyfikacyjnego (OTF) utworzone zostało muzeum Twierdzy Osowiec, które znajduje się na terenie Fortu I (Centralnego). Wytyczona także została trasa historyczno-przyrodnicza dla zwiedzających, biegnąca częściowo przez tereny wojskowe, tj. Fort I oraz ruiny Fortu II, częściowo przez tereny Biebrzańskiego Parku Narodowego.
Twierdza Osowiec została wpisana do rejestru zabytków pod nr A-551 z 9.10.1998 i z 23.11.2010.
Przy stacji kolejowej Osowiec mieści się Terenowy Ośrodek Edukacyjny wyposażony w wieże widokowe, pomosty obserwacyjne, kładki i tablice informacyjne.

### Szlaki turystyczne
- Szlak żółty – pieszy szlak oznaczony jako PL-2544-y, dostępny również dla turystyki rowerowej. Szlak rozpoczyna się w Wiźnie, wiedzie przez wsie Okrasin, Mścichy i dochodzi do kompleksu leśnego – Obwodu ochronnego Osowiec. Potem przecina drogę i linię kolejową Białystok – Ełk oraz kanał Rudzki i dochodzi do obiektów Terenowego Ośrodka Edukacyjnego w Osowcu-Twierdzy, na terenie którego znajduje się pole biwakowe, pokoje gościnne, wypożyczalnia sprzętu wodnego. Dalej trasa przebiega przy Forcie Zarzecznym (fort II) twierdzy Osowiec, przecina rzekę Biebrzę i dochodzi do miasta Goniądz.
- Szlak niebieski – oznaczony jako BK-7006-n – trasa rowerowa Osowiec-Twierdza – Goniądz – Suchowola – Okopy[20] – Korycin o długości 126 km, oznaczony jako szlak łatwy[21].

### Ścieżki edukacyjne
- Zielona – zwana kładką, długości ok. 2,2 km. Ścieżka rozpoczyna się w twierdzy Osowiec przy kanale Rudzkim i przebiega w znacznej części po kładce przez rozlewiska Biebrzy w pobliżu fortu II (Zarzecznego). Na ścieżce znajdują się dwie wieże widokowe, pomosty obserwacyjne z opisami przyrodniczo-historycznymi oraz 9 punktów przystankowych[22].
- Czerwona – rozpoczyna się w Osowcu-Twierdzy przed budynkiem Centrum Edukacji BPN, mija osiedle wojskowe i zagłębia się w kompleks leśny. Na trasie trzy schrony bojowe baterii artylerii i wieża widokowa na „Górze Skobla”. Trasa kończy się na parkingu przy polu biwakowym „Bóbr”. Jej długość to ok. 2 km[23].

## Komunikacja

### Transport drogowy
Ważny węzeł drogowy w którym przecinają się dwie drogi wojewódzkie z drogą krajową nr 65
- Białystok – Mońki – (Osowiec-Twierdza) – Ełk,
- Piątnica Poduchowna (DK 64) – Przytuły – Radziłów – (Osowiec-Twierdza),
- (Osowiec-Twierdza) – Suchowola – Różanystok – Chworościany (granica państwa) z Białorusią.

### Transport kolejowy
Przez osadę Osowiec przebiega linia kolejowa nr 38 Białystok – Ełk. Stacja kolejowa Osowiec umożliwia obsługę ruchu pasażerskiego i towarowego, w szczególności jako bocznica dla wojsk stacjonujących w twierdzy.